# ジャン・ルオー
ジャン・ルオー（Jean Rouaud, 1952年12月13日 - ）は、フランスの作家。
1952年、フランス生まれ。ナント大学で文学を学び、その後はアルバイトで生計を立てる。新聞雑誌スタンド（キオスク）で働きながら小説を執筆し、1990年に『名誉の戦場』を出版、同年ゴンクール賞を受賞しベストセラーとなる。

## 日本語訳作品
- 『名誉の戦場』（Les Champs d'honneur, 1990）北代美和子訳、新潮社、1994年 / 河出書房新社「池澤夏樹=個人編集 世界文学全集」、2008年

## 注・出典
1. ↑  河出書房新社、2008年、解説。